# Mörttjärnen (Säfsnäs socken, Dalarna, 666261-142779)
Mörttjärnen är en sjö i Ludvika kommun i Dalarna och ingår i Göta älvs huvudavrinningsområde.